# 15533 Saturnino
15533 Saturnino este o planetă minoră (asteroid), cu un diametru de 3,929 km, din centura de asteroizi. A fost descoperită pe 5 ianuarie 2000 la Experimental Test Site⁠(d) de Lincoln Near-Earth Asteroid Research. 
Obiectul prezintă o orbită caracterizată de o semiaxă mare de 2,3331973 UAi, o excentricitate de 0,13, o înclinație de 9,67783 ° în raport cu ecliptica.